# Jobi
Jobi (en georgiano: ხობი; en megreliano: ხობი) es una ciudad de Georgia ubicada en el centro de la región de Mingrelia-Alta Esvanetia, siendo la capital del municipio homónimo. La ciudad también es la sede del metropolitano de la eparquía de Poti y Jobi de la Iglesia ortodoxa de Georgia.

## Geografía
El asentamiento se encuentra en la orilla del río Jobi, en las tierras bajas de Cólquida, a 28 km de Zugdidi. 

## Historia
El 16 de octubre de 1961, el pueblo de Jobi recibió el estatus de asentamiento de tipo urbano y adquirió el estatus de ciudad en 1981.

## Demografía
La evolución demográfica de Jobi entre 1939 y 2014 fue la siguiente:
| 906                                             | 6577 | 5604 | 4242 |
| (Fuente: Population of Georgia in Soviet times) |      |      |      |

Su población era de 4.242 en 2014, con el 99,5% de la población son georgianos (mingrelianos).
|              | 1939      | 1939       | 2014      | 2014       |
| Grupo étnico | Población | Porcentaje | Población | Porcentaje |
| ------------ | --------- | ---------- | --------- | ---------- |
| Georgianos   | 742       | 81,9%      | 4220      | 99,48%     |
| Rusos        | 139       | 15,3%      | 14        | 0,33%      |
| Ucranianos   | 139       | 15,3%      | 3         | 0,07%      |
| Armenios     | 9         | 1%         | -         | -          |
| Griegos      | 5         | 0,6%       | -         | -          |
| Osetios      | 2         | 0,2%       | -         | -          |
| Judíos       | 5         | 0,6%       | -         | -          |
| Total        | 906       | 100%       | 4242      | 100%       |

## Economía
Las principales industrias locales son una fábrica de té y otra de conservas. 

## Infraestructura

### Arquitectura
En las afueras de la ciudad está el monasterio de Jobi, un complejo monástico que data del siglo XIII. Su exterior esta adornado con piedra ornamental tallada, mientras que el interior contiene frescos. Sirvió como abadía de la dinastía Dadiani de Mingrelia y albergaba varias reliquias e iconos cristianos

### Transporte
Hay una estación de tren en Jobi en la línea Tiflis-Zugdidi. La carretera de importancia internacional Tiflis-Leselidze y la carretera de importancia nacional Jobi-Sabazho pasan por la ciudad.